# NHL 2K9
NHL 2K9 est un jeu vidéo de hockey sur glace développé par Visual Concepts et édité par 2K Sports. Le jeu sort en 2008 sur Wii, PlayStation 2, Xbox 360 et PlayStation 3.

## Accueil
- Jeuxvideo.com : 15/20[1]